# أندرو ستريلكا
أندرو ستريلكا تقلد منصب كبير مستشاري الضرائب في البيت الأبيض لبايدن هاريس وكان ذلك خلال فترة إدارة أوباما ، عمل في دائرة الإيرادات الداخلية وقسم الضرائب بوزارة العدل الأمريكية حيث تم إرساله إلى مكتب مستشار البيت الأبيض.   وفي 8 سبتمبر 2021، أُعلن أن ستريلكا قد عاد إلى مكتب المحاماة السابق الخاص به، لاثام واتكينز . 